# Draga moja Iza (film)
Draga moja Iza je slovenski dramski film iz leta 1979 v režiji in po scenariju Vojka Duletiča, posnet po istoimenskem romanu Iva Zormana. Film prikazuje usodo družine Novak, od poroke Novaka z meščanko nemškega rodu, do tragičnih usod njunih otrok.

## Igralci
- Bert Sotlar kot oče Novak
- Štefka Drolc kot Marija Novak
- Zvone Hribar kot Andrej Novak
- Boris Juh kot Anton Novak
- Radko Polič kot Stane Novak
- Lučka Drolc kot Ana Novak
- Marjeta Gregorač kot Dekla Polona
- Nace Res kot stari Heisinger
- Demeter Bitenc kot Josip Heisinger
- Majda Grbac kot služkinja Karla
- Vida Juvan kot Else Heisinger
- Majolka Šuklje
- Manca Košir
- Tita Veljak
- Truda Malec
- Milan Brezigar
- Dare Majcen
- Maks Furijan
- Janez Jerman
- Branko Miklavc
- Saša Miklavc
- Janez Bermež
- Črt Kanoni
- Angelca Hlebce kot Trpinova
- Metod Mayr kot Trpin
- Barbara Berlič kot Trpinova hči
- Milena Zupančič kot Vera Grigorijeva
- Andrej Kurent kot Grigorijev
- Majda Potokar kot Grigorijeva
- Stane Raztresen kot oče Flek
- Vida Levstik kot mati Flek
- Jana Ziherl kot Tončka Flek
- Amanda Mlakar kot Ivanka Flek
- Miha Baloh kot partizan Tomaž
- Dare Valič kot partizan Gašper
- Miro Podjed kot partizan Salobir
- Tanja Poberžnik kot partizanka Jelka
- Lojze Mesarec kot partizan Gaber
- Borut Telban kot partizan Borut
- Jože Hrovat kot partizan Jože
- Ivo Ban kot belogardist
- Marko Okorn kot belogardist
- Dušan Škedl kot župnik
- Lojze Kovačič kot kmet Vovk
- Jožko Lukeš kot Trgovec
- Rolf Becker kot poročnik Kurt
- Judita Zidar kot Iza